# Atlas Libertas
Atlas Libertas es una escultura ubicada en la fachada del edificio de la Escuela de Negocios de la Universidad Francisco Marroquín, en Guatemala.  
Su concepción se dio como un homenaje al espíritu emprendedor y a la fuerza creadora del individuo, en el marco de la celebración de los 50 años de la publicación de la novela La rebelión de Atlas, por Ayn Rand. Va de acuerdo con la misión de la Universidad Francisco Marroquín, que es “la enseñanza y difusión de los principios éticos, jurídicos y económicos de una sociedad de personas libres y responsables”.
Es un altorrelieve en latón de bronce repujado y soldado, con un acabado final de pátinas (químicos al calor) de color cian, semejando el óxido de cobre. Atlas Libertas mide 4.5 x 4.5 metros y presenta a una figura humana de espaldas, de la cadera hasta la cabeza, cargando el Universo. Este está representado por un conjunto de semicírculos (abstrayendo planetas y engranajes). Su autor es el escultor Walter Peter Brenner y fue develada el 11 de octubre de 2007.
A la escultura la acompaña una cita de La rebelión de Atlas: “En nombre de lo mejor que hay en ti, no sacrifiques este mundo a los peores. En nombre de los valores que te mantienen con vida, no permitas que tu visión del hombre sea distorsionada por lo feo, lo cobarde, lo inconsciente en aquellos que nunca han conseguido el título de humanos. No olvides que el estado natural del hombre es una postura erguida, una mente intransigente y un paso vivaz capaz de recorrer caminos ilimitados. No permitas que se extinga tu fuego, chispa a chispa, cada una de ellas irremplazable, en los pantanos sin esperanza de lo aproximado, lo casi, lo no aún, lo nunca jamás. No permitas que perezca el héroe que llevas en tu alma, en solitaria frustración por la vida que merezcas pero que nunca pudiste alcanzar. Revisa tu ruta y la naturaleza de tu batalla. El mundo que deseas puede ser ganado, existe, es real y posible; es tuyo”. Esta cita refleja el compromiso de la Universidad Francisco Marroquín con la excelencia, la cual define como “la calidad de ideas, principios y actuaciones de quienes, como profesores o alumnos, se sitúan habitualmente por encima del simple cumplimiento material y rutinario de su deber, constituyendo ante todos un ejemplo vivo de vida coherente". La excelencia así entendida "solo es posible en un marco de libertad, competencia y respeto".